# Henri Anspach
Henri Anspach, né à Bruxelles le 10 juillet 1882 et mort le 29 mars 1979 en Haute-Garonne, est un épéiste et peintre belge.

## Biographie
Henri Lucien Ernest Eugène Anspach, né à Bruxelles le 10 juillet 1882, est le fils d'Émile Anspach, ingénieur et professeur à l'Université Libre de Bruxelles (ULB) et de Jeanne Orban. Il est également le cousin de Paul Anspach, escrimeur dans l'équipe belge aux Jeux olympiques de 1908 à 1924.

### Carrière artistique
Élève de Léon Frédéric, Henri Anspach suit les cours à l'Académie royale des beaux-arts de Liège. En février 1909, pour la première fois, il présente au public une cinquantaine de peintures, aquarelles et dessins au Cercle des beaux-arts de Liège. La critique élogieuse du quotidien La Meuse souligne un accent de ferveur et de sincérité dans des tableaux traités avec vigueur, robustesse et sobriété. Ses paysages, bien éclairés et largement aérés, traduisent à merveille les crépuscules violets et sa Vallée de Saint-Ode dégage une poésie impressionnante.
En 1910, il participe à l'exposition universelle de Bruxelles. À Paris, il expose au Salon des artistes français (1913) Le Marché de la Batte à Liège et au Salon d'automne (1920). Au Salon de Bruxelles de 1914, il expose Une jeune Florentine et Les Trois collines (Sienne).

### Carrière sportive
Participant depuis 1903 à des compétitions d'escrime, Henri Anspach devient champion olympique à l'épée par équipe aux Jeux olympiques de 1912 avec Jacques Ochs, Gaston Salmon et son cousin Paul Anspach. Il conquiert aussi la cinquième place aux mêmes jeux au sabre par équipe. En individuel, il se classe 16e au fleuret et 12e à l'épée.

### Première Guerre
Lors de la Première Guerre mondiale, il s'engage dans la section artistique de l'armée belge en campagne. Blessé lors de la seconde bataille d'Ypres en 1915, il est désormais intégré à l'école des sous-lieutenants de l'armée belge établie à Gaillon. Sa participation à la guerre l'inspire picturalement dans des scènes telles que Nuit de lune à Nieucapelle.

### Après 1918
En 1918, il part vivre en Haute-Garonne et expose de 1925 à 1928 au Salon des indépendants dont en 1927, un paysage qui est remarqué. En 1928, il expose aussi un nu au Salon d'automne. Il continue à envoyer ses œuvres en Belgique, notamment au Cercle artistique et littéraire de Bruxelles (1921, 1926 : Cagnes et la route de Vence, La Ruelle aux Arcades, Printemps, L'Hercule, Bal musette,…),. Il envoie des œuvres dans la section belge du Salon des artistes français de 1953. Sa carrière artistique est documentée jusqu'en 1961.